# インガルス (小惑星)
インガルス (4875 Ingalls) は、小惑星帯の小惑星。八ヶ岳観測所で串田嘉男と串田麗樹が発見した。
『大草原の小さな家』の作者であるアメリカ合衆国の作家、ローラ・インガルス・ワイルダーから命名された。